# Aparat dioptryczny
Aparat dioptryczny – zewnętrzna część oka złożona z rogówki, pełniącej funkcję soczewki, a w przypadku oka złożonego z położonego wewnątrz każdego omatidium stożka krystalicznego. Załamuje wpadające do oka promienie świetlne i kieruje do aparatu receptorycznego. W zależności od budowy wyróżniane są następujące typy aparatów dioptrycznych:
- akoniczny,
- pseudokoniczny,
- egzokoniczny.